# ايفان أوليفانت
ايفان أوليفانت (بالإنجليزية: Evan Oliphant) (و. 1982  م) هو راكب دراجة هوائية بريطاني، شارك في دورة ألعاب الكومنولث 2014، ودورة ألعاب الكومنولث 2010، ودورة ألعاب الكومنولث 2006.

## روابط خارجية
- ايفان أوليفانت على موقع الاتحاد الدولي للدراجات (الإنجليزية)
- ايفان أوليفانت على موقع أرشيف الدراجات (الإنجليزية)
- ايفان أوليفانت على موقع إحصائيات الدراجات الإحترافية (الإنجليزية)
- ايفان أوليفانت على موقع نسبة الدراجات (الإنجليزية)
- ايفان أوليفانت على موقع اتحاد ألعاب الكومنولث (مؤرشف) (الإنجليزية)
- ايفان أوليفانت على موقع دورة ألعاب الكومنولث 2006 (مؤرشف) (الإنجليزية)